# Houghton (Hampshire)
Pour les articles homonymes, voir Houghton.
Houghton est une paroisse civile et un village du Hampshire, en Angleterre.